# 파이 트레이너
해럴드 조지프 "파이" 트레이너(영어: Harold Joseph "Pie" Traynor, 1898년 11월 11일 ~ 1972년 3월 16일)는 미국의 전 프로 야구 선수이다. 그는 그의 전체 메이저 리그 경력을 피츠버그 파이리츠에서 1920년부터 1937년까지 3루수로서 선수 생활을 했다. 그는 우투 우타이며, 제2차 세계 대전 이후에 메이저 리그 야구 역사상 최고의 3루수로 종종 인용된다. 그는 1948년 미국 야구 명예의 전당에 헌액되었다.

## 선수 경력
트레이너는 캐나다에서 이민한 부모로부터 매사추세츠주 프라밍험에서 태어났다. 그는 매사추세츠주 소메르빌에서의 어린 시절에 그의 별명이 생겼다. 식료품점에 자주 방문에 종종 파이를 요구했고, 가게 주인은 그를 '파이 얼굴'(Pie Face)라 불렀고 이후 친구들이 줄여서 '파이'(Pie)로 줄여졌다. 트레이너는 1920년에 그의 선수 경력을 버지니아 리그의 포츠마우스 트러커스에서 유격수로 시작했다. 그는 보스턴 브레이브스의 스카우트에 의해 브레이브스 필드에서 훈련하도록 요청되었으나 그 스카우트가 브레이브스 감독 조지 스탈링스에게 보고하지 않았다. 스탈링스는 트레이너가 경기장에서 떠나게 하고 돌아오지 말라고 말했다. 트레이너는 1920년 9월 15일에 21세의 나이로 피츠버그 파이리츠 소속으로 메이저 리그에 데뷔했다. 그는 1921년 파이어리츠 소속으로 10경기를 뛰었고, 대부분의 시즌을 팜팀인 버밍험 바론스에서 뛰며 보냈다. 그는 바론스 소속으로 131경기를 뛰며 0.336의 타율을 기록했으나, 그의 수비는 유격수로서 64실책을 기록해 여전히 문제였다.
트레이너는 1922년 자주 3루수로 출전하게 되었는데, 0.282의 타율과 81타점을 기록했다. 로저스 혼즈비의 충고 이후에 그는 무거워진 방망이를 사용하기 시작하고 1923년 내셔널 리그 최고의 타자 중 한 명으로 발전했고, 첫 3할 이상의 타율인 0.338의 타율과 12홈런, 101타점을 기록했다. 팀동료 레빗 마란빌의 가르침을 받고 그의 수비 또한 인상적이었고, 내셔널 리그 3루수 중 자살과 보살 1위를 기록했다. 1925년, 트레이너는 0.320의 타율과 함께 6홈런, 106타점, 그리고 수비율 1위를 기록했고, 파이어리츠가 뉴욕 자이언츠를 8.5경기 차로 누르고 우승하는 데 공헌했다. 1925년 월드 시리즈에서, 그는 0.347의 타율과 후일 명예의 전당에 오른 월터 존슨을 상대로 홈런을 기록했고, 파이어리츠가 워싱턴 세네이터스를 7경기 시리즈를 치르고 우승했다. 트레이너는 최우수 선수상 투표에 8위로 시즌을 마쳤다. 그의 1925년의 41개 2루타는 25년동안 내셔널 리그 3루수 기록으로 남았다.
파이어리츠는 1927년 다시 우승을 차지했고 트레이너는 0.342의 타율과 함께 5홈런, 106타점을 기록했다. 그러나 파이어리츠는 1927년 월드시리즈에서 뉴욕 양키스에게 패했다. 트레이너는 0.337의 타율과 3홈런에 불과하지만 커리어 하이인 124타점을 1928년 시즌 기록했고, 내셔널 리그 최우수 선수상에 6위로 시즌을 마쳤다. 그는 계속 파이어리츠의 바탕이었고, 1929년 0.356의 타율을 기록했고, 다음 해인 1930년에는 커리어 하이인 0.366을 기록했다. 1933년, 메이저 리그 야구 올스타 게임이 처음으로 개최되었고, 트레이너는 예비 선수로 등록되었다. 그가 3할 이상의 타율을 친 10시즌 중 9번 기록한 트레이너의 마지막 풀타임 시즌은 1934년이었고, 또한 1934년 올스타 게임에서 내셔널 리그 팀의 선발 3루수에 이름을 올렸다. 1934년 시즌 동안, 그의 던지는 쪽의 팔은 홈플레이트에서의 플레이 중 부상당했고, 그의 수비는 부상으로 나빠지기 시작했다. 트레이너는 1937년 8월 14일 마지막 경기를 치렀다.

## 통산 기록
17년 메이저 리그 경력에서, 트레이너는 1941경기에서 뛰고 2416안타와 0.320의 타율과 함께 58홈런, 1273타점, 0.362의 출루율을 기록했다. 수비에서도 그는 0.946의 수비율을 기록했다. 트레이너는 홈런 타자가 아니었다―그의 한시즌 최다 홈런은 1923년의 12개이다―그러나 많은 개수의 2루타와 3루타를 때렸는데, 평생 371개의 2루타와 164개의 3루타를 쳤고 1923년에는 19개 3루타로 리그 1위를 기록했다. 그는 열번 3할 이상의 타율을 기록했고, 100타점 이상 시즌도 7번 기록했다. 역대 메이저 리그 3루수 중에서 그의 100타점 이상 7시즌 기록은 9시즌인 마이크 슈미트에 이어 2위이다. 또한 트레이너의 100타점 이상의 연속 다섯시즌에 맞먹는 역사상 유일한 3루수는 치퍼 존스뿐이다. 그는 1923년 208안타를 쳤고 그는 200개 이상의 안타를 기록한 파이어리츠의 마지막 내야수이기도 했으나 2004년 유격수 잭 윌슨이 201안타를 치며 기록이 깨졌다. 그는 그의 경력에서 통산 278삼진 밖에 당하지 않았다.
트레이너는 한번 내셔널 리그 수비율 1위를 기록하고, 보살과 더블 플레이가 3번 1위, 자살 7번 1위를 기록해 그가 뛰던 시기에 최고의 수비를 보여주는 3루수로 여겨진다. 그의 2,289개의 자살은 역대 3루수 중 5위에 해당하는 기록이다. 그의 3루에서의 1863경기 출장은 에디 요스트가 1960년 기록을 경신했을 때까지 깨지지 않은 메이저 리그 기록이었다. 트레이너는 또한 지금까지 올스타 게임에서 홈스틸 유일한 야구 선수이다. 그의 경력 동안의 내셔널 리그 최우수 선수상 6번 후보에 올라 톱10 이었다.

## 지도 경력
트레이너는 1934년 파이어리츠의 선수 겸 감독이 되었고, 1937년 시즌 이후 현역에서 은퇴했지만 파이어리츠 감독으로 계속 남았다. 그는 1938년 감독으로서 우승을 할뻔 했으나 리글리 필드에서의 유명한 '황혼의 홈런'(Homer In The Gloamin')으로 시카고 컵스에게 1위를 내주었다. 우승 실패는 트레이너를 엄청난 충격에 빠뜨렸다. 그는 다음 시즌을 6위로 마친 이후에 신뢰 받지 못하는 듯 했고, 그는 이후의 파이어리츠 감독으로의 5시즌을 사임했다.

## 은퇴 이후와 명예
파이어리츠에서 스카우트로 시간을 지낸 이후, 트레이너는 1944년 피츠버그 라디오 방송국에 스포츠 디렉터로 일하게 되었다. 그의 라디오 방송은 피츠버그 스포츠 팬들에게 인기가 있었고, 그는 21년동안 그 직업으로 활동했다. 1948년, 트레이너는 미국 야구 명예의 전당에 미국 야구 기자 협회(BBWAA)에 의해 선택된 첫 3루수로 선출되었다. 1969년, 프로 야구 100주년 행사 부분에 트레이너는 역대 메이저 리그 올스타 팀에 3루수로 이름을 올렸다. 1971년, 그는 스리 리버스 스타디움에서 개최된 1971년 월드 시리즈 3차전에서 시구를 했다.
역대 최고의 3루수로서의 트레이너의 명성은 야구팬들의 기억속에 에디 매슈스, 브룩스 로빈슨, 마이크 슈미트, 그리고 조지 브렛과 같은 현대의 3루수들의 경력이 각인되면서 최근에 들어서 축소되어 왔다. 야구 역사가 빌 제임스는 그의 역사 야구 이론(Historical Baseball Abstract)에 그를 단지 역대 15번째 3루수로 순위를 매겼다. 현대 선수와 트레이너가 선수 생활했던 시기의 한가지 주목할만한 다른 점은 야구 글러브의 차이였다. 현대 선수들이 그물이 있는 글러브를 사용하는 반면에, 트레이너의 시기의 선수들은 손의 보호가 중요한 기능이었던 글러브를 사용했다. 백핸드볼을 자신 오른쪽으로 치기 위한 글러브를 사용하는 대신에, 트레이너느 그의 노출된 던지는 쪽 손에 종종 올가미를 꼈다.
그는 파이어리츠가 스리 리버스 스타디움으로 옮긴지 오래지 않아서 펜실베이니아주 피츠버그에서 72세의 나이로 사망했고, 파이어리츠는 그가 달았던 20번을 영구 결번했다. 1999년, 그는 '최고의 야구 선수 100 스포츠 뉴스 명단'에 70위에 올랐고, 메이저 리그 야구의 모든 세기의 팀에서 최종 선수 후보에 올려졌다.
트레이너는 펜실베이니아주 피츠버그 홈우드 묘지에 묻혔다.

## 같이 보기
- 사이클링 히트